# Dopsa
Dopsa (mađ. Nagydobsza) je selo u južnoj Mađarskoj.
Zauzima površinu od 13,23 km četvorna.

## Zemljopisni položaj
Nalazi se na 46° 2' sjeverne zemljopisne širine i 17° 40' istočne zemljopisne dužine. Nalazi se 1 km istočno od županijske granice (sa Šomođskom županijom). Išvandin je 2 km jugozapadno, Kisdobsza je 500 m jugozapadno i zapadno, 1 km sjeverno je ribnjak, Petan je 2 km jugoistočno, Zádor je 4,5 km jugozapadno, Surinj je 4,5 km južno, Nemeška je 2,5 km istočno-jugoistočno, a Kamača je 3 km sjeverozapadno. Mrnja je 4 km sjeveroistočno. Seđuđ je 4 km sjeveroistočno.

## Upravna organizacija
Upravno pripada Sigetskoj mikroregiji u Baranjskoj županiji. Poštanski broj je 7985.

## Promet
Južno od sela prolazi pruga Barča-Siget.

## Stanovništvo
Dopsa ima 680 stanovnika (2001.). Mađara je preko 85%. Roma, koji u selu imaju manjinsku samoupravu je 11%, Nijemaca je 0,7%. 65% je rimokatolika, 21% je kalvinista, 5% bez vjere.
Reformirani kršćani su se grupirali u Kisdobszi, dok su katolički kršćani ostali grupirani u Dopsi.
U Dopsi djeluje hrvatska manjinska samouprava.

## Vanjske poveznice
- Nagydobsza[neaktivna poveznica] na fallingrain.com